# Episodi di Scuola di streghe (seconda stagione)
La seconda stagione della serie televisiva Scuola di streghe, composta da 13 episodi, è stata trasmessa nel Regno Unito sul canale ITV dal 4 novembre 1999 al 3 febbraio 2000.
| n. | Titolo originale                | Prima TV Regno Unito |
| -- | ------------------------------- | -------------------- |
| 1  | Old Hats and New Brooms         | 4 novembre 1999      |
| 2  | Alarms and Diversions           | 11 novembre 1999     |
| 3  | It's a Frog's Life              | 18 novembre 1999     |
| 4  | Crumpets for Tea                | 25 novembre 1999     |
| 5  | The Inspector Calls             | 2 dicembre 1999      |
| 6  | Animal Magic                    | 9 dicembre 1999      |
| 7  | Carried Away                    | 16 dicembre 1999     |
| 8  | The Dragon's Hoard              | 23 dicembre 1999     |
| 9  | The Genius of the Lamp          | 6 gennaio 2000       |
| 10 | Up in the Air                   | 13 gennaio 2000      |
| 11 | Fair Is Foul and Fouls Are Fair | 20 gennaio 2000      |
| 12 | Green Fingers and Thumbs        | 27 gennaio 2000      |
| 13 | The Millennium Bug              | 3 febbraio 2000      |